# Evangelische Kirche Besse

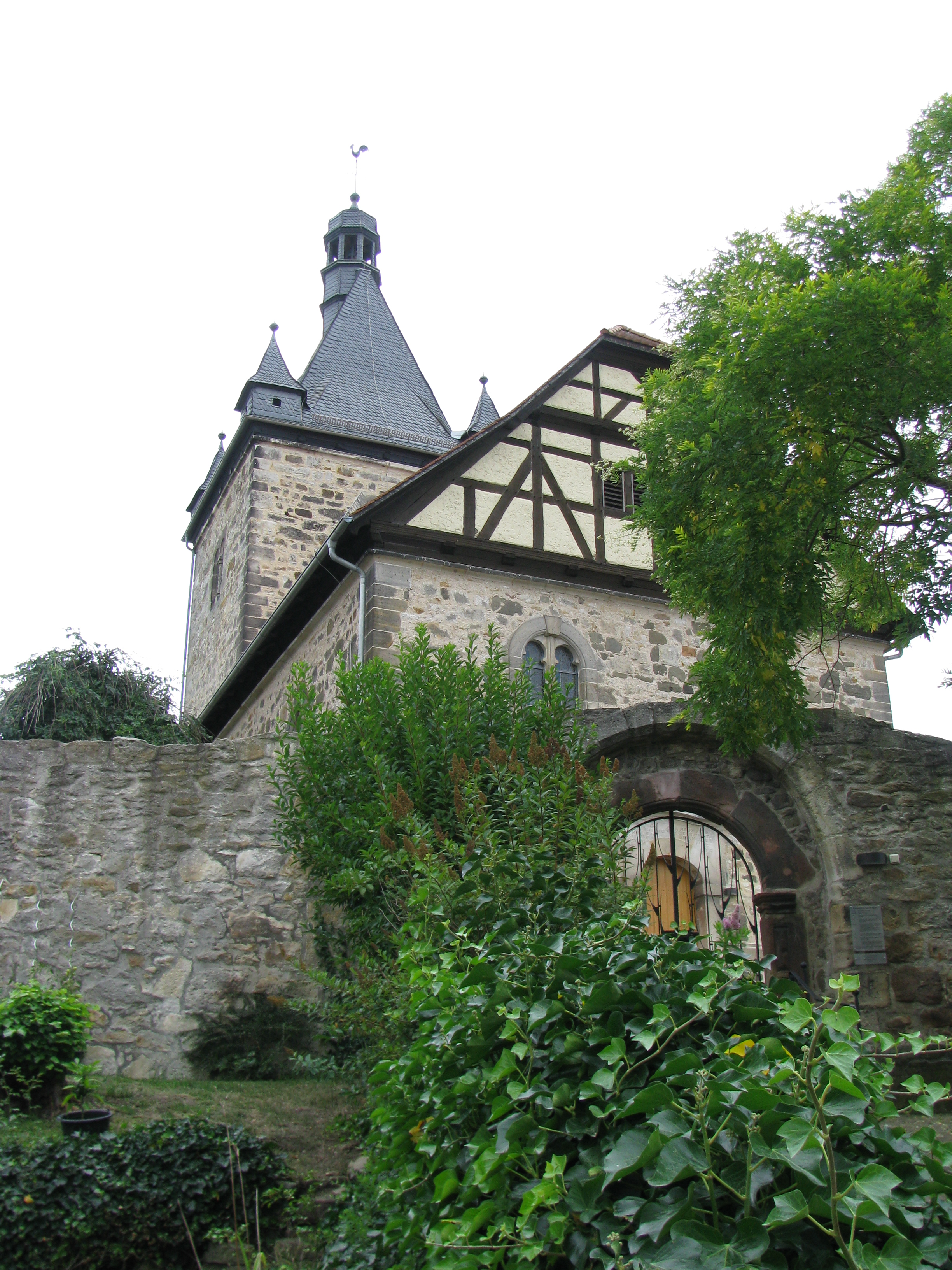
Die Kirche von Besse von Osten

Die Evangelische Kirche Besse ist ein denkmalgeschütztes Kirchengebäude in Besse, einem Ortsteil der Gemeinde Edermünde im Schwalm-Eder-Kreis in Hessen. Die Kirchengemeinde gehört zum Kirchenkreis Schwalm-Eder der Evangelischen Kirche von Kurhessen-Waldeck.
Das Gebäude war die Pfarrkirche des Orts und liegt auf einer Kuppe inmitten des alten Wehrkirchhofes, der bis 1870 als Friedhof diente. Der starke Westturm von 1518 mit zweiteiligen Schallarkaden und einem Walmdach hat vier niedrige Wichhäuschen. Das außen am Turm angebrachte, spätgotische Relief mit der Darstellung Christus fällt unter dem Kreuz stammt von 1517. Die Turmhalle mit Kreuzrippengewölbe auf Konsolen ist heute Altarraum; sie ist in einem großen Spitzbogen zum Kirchenschiff hin geöffnet. Das Schiff mit den zweigeschossigen Emporen mit reichen Gesimsen wurde 1716, zum Teil mit altem Steinmaterial, neu gebaut. Das Innere ist durch einen großen Rundbogen in zwei Hälften quergeteilt. Die Fenster stammen aus dem 19. Jahrhundert. Die Kanzel wurde um 1700 gefertigt. Die Orgel wurde 2014 von Dieter Noeske mit 16 Registern eingebaut.
1933 wurde der westliche Zugang im Turm zugemauert und der seitliche Eingang angelegt. Von 2000 bis 2006 wurde eine Grundsanierung in mehreren Bauabschnitten durchgeführt.
In das Rundbogenportal des Wehrkirchhofes ist ein jüngeres Renaissanceportal von 1594 eingestellt.